# 2016-os Fiatal Zenészek Eurovíziója
A 2016-os Fiatal Zenészek Eurovíziója volt a tizennyolcadik Fiatal Zenészek Eurovíziója, melyet ismételten Németországban, Kölnben rendeztek meg. A verseny rendezésének helyszíne Budapest és Köln között dőlt el az utóbbi javára. A helyszín ismételten a kölni dóm előtti tér, a Roncalliplatz volt. A döntőre szeptember 3-án került sor. Az Eurovíziós Dalfesztivállal ellenben itt nem az előző évi győztes rendez, hanem pályázni kell a rendezés jogára. A 2014-es verseny az osztrák Ziyu He győzelmével zárult, aki egy hegedű-versenyművet adott elő.

## A helyszín és a verseny

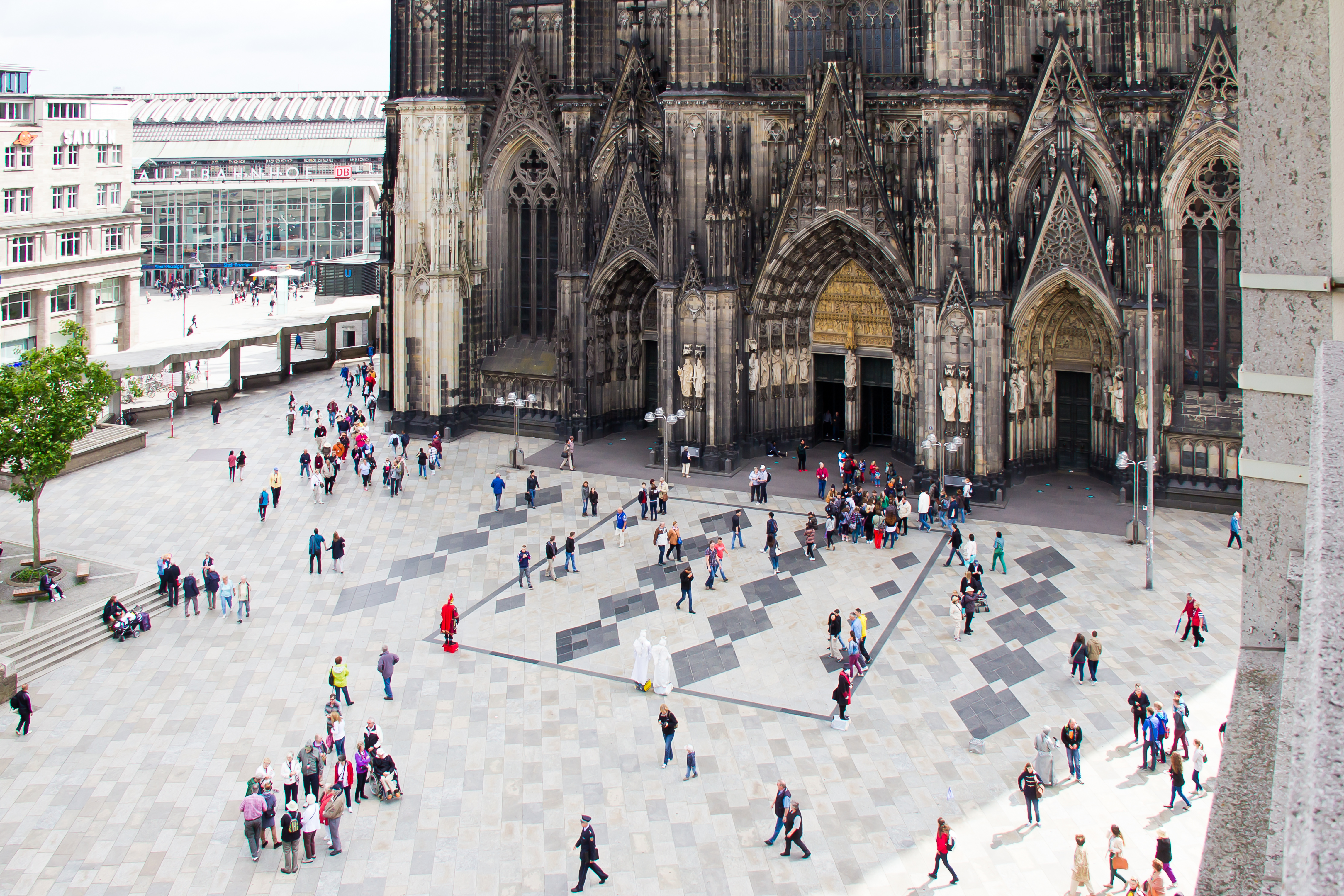
A verseny helyszíne, a kölni dóm előtti tér

A 2016-os verseny rendezési jogára való szándékát előzetesen kettő város jelezte: Budapest és Köln. A versenyt szervező csoport tagjai, a norvég (NRK), a holland (NTR) és szlovén műsorsugárzó (RTVSLO) képviselői 2014 decemberében, az egyik genovai ülésszakon végül Kölnt választották meg a 2016-os megmérettetés házigazdájának. Ezzel Köln a második olyan város, amely legalább két egymást követő versenynek adhatott otthont. (Az első ilyen város Bécs volt, mely 2006 és 2012 között zsinórban négyszer, összesen pedig hatszor volt házigazdája a versenynek.)
A német televízió (WDR) vezetője által elmondottak alapján az előző verseny után szeretnék folytatni a megkezdett munkát, a verseny brandjének erősítését, hogy 2018-ban egy új város még jobb műsort tudjon készíteni. A verseny egykori igazgatója, Vlagyiszlav Jakovlev szerint Budapest nagy esélyekkel indulhat a 2018-as verseny rendezési jogáért.
Eredetileg 2015. október 13-án jelentették be, hogy 2014-gyel ellentétben újból az elődöntős rendszert alkalmazzák. Akárcsak korábban, ezúttal is kétnapos lett volna az első forduló. A korábbi évekhez képest azonban változás lett volna, hogy a házigazda ország automatikusan a döntőben szerepel, és az elődöntőből összesen nyolc ország csatlakozik hozzá. Azonban 2016. március 9-én vált hivatalossá a résztvevők listájának bejelentésével egy időben, hogy a versenyen szereplő országok alacsony száma miatt újból csak egy döntőt rendeznek.
Az előadások időkorlátja is módosult: az előző verseny döntőjében minden darab legfeljebb 5 perces lehetett, ezt a hosszúságot 2016-ban legalább 6, legfeljebb pedig 6 és fél percre módosították.
A verseny házigazdái Tamina Kallert német műsorvezető és Daniel Hope dél-afrikai–brit hegedűművész voltak.
Újításként jelent meg a műsorban a szakmai zsűri produkciók utáni véleménynyilvánítása: a fellépéseket követően egyes zsűritagok ismertették a versenyzőkkel az előadásokban látott pozitívumokat, illetve hasznos tanácsokkal is ellátták őket a jövőt illetően.

## A résztvevők

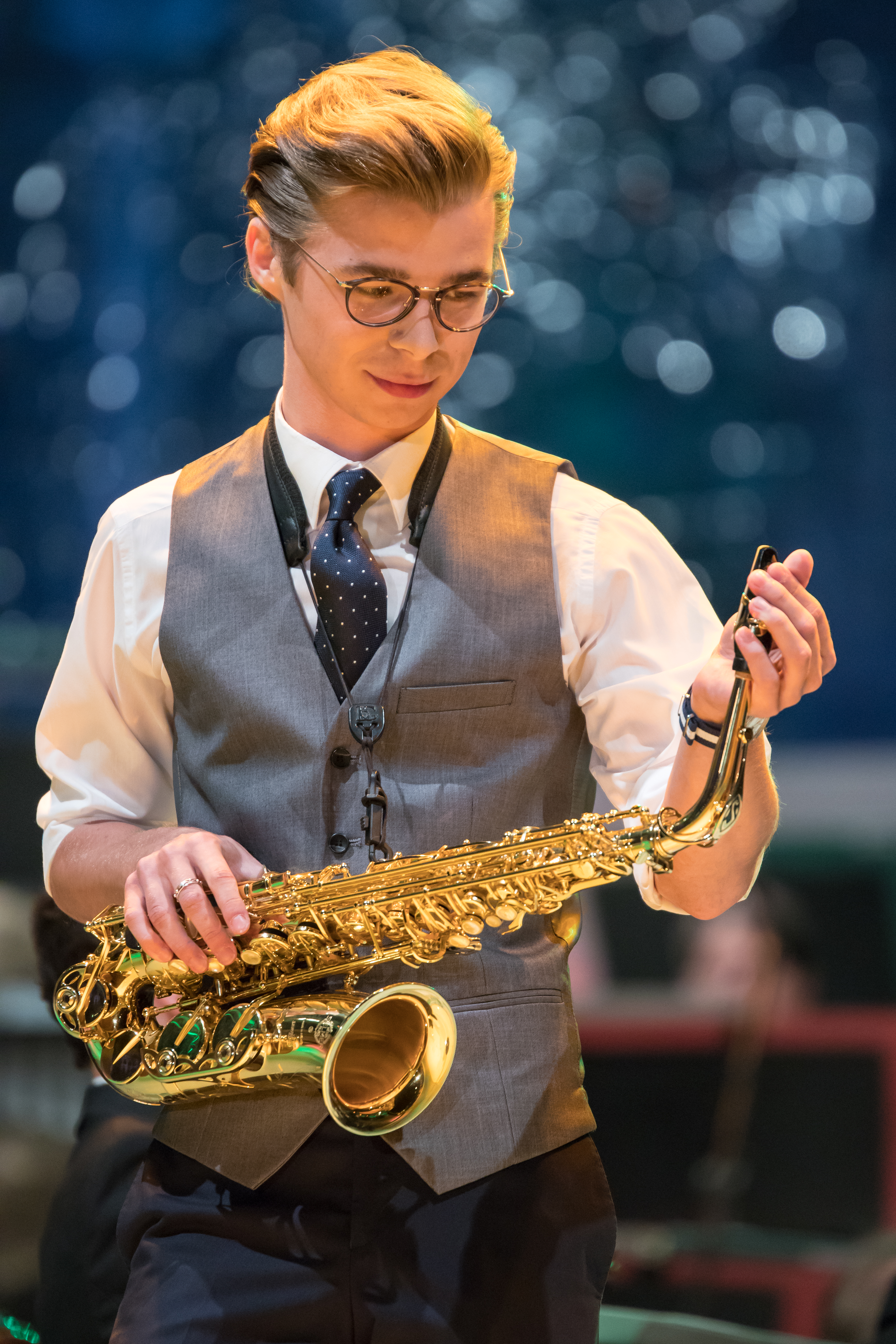
A verseny győztese, a lengyel Łukasz Dyczko

Először vett részt a versenyen San Marino.
Görögország 2000, míg Hollandia 1998 óta első alkalommal nem csatlakozott a mezőnyhöz. Ugyancsak távol maradt az előző megmérettetésen debütáló Moldova és a 2014-ben visszatérő Portugália is.
Magyarország eredetileg szerepelt a résztvevők hivatalos listáján, de ismeretlen okokból 2016. április 28-án lekerült onnan, majd a 2016-os Eurovíziós Dalfesztivált követő napokban ismét visszakerült. A magyar versenyző a Duna komolyzenei tehetségkutató műsorának, a Virtuózoknak az egyik versenyzője, Jakab Roland Attila hegedűs lett.
Az osztrák műsorsugárzó a visszalépés 2015. október 29-i előzetes bejelentése ellenére 2016. január 11-én végül úgy döntött, hogy az ország mégis versenyben marad.
Így összesen tizenegy ország vett részt Kölnben, mely az egyik legalacsonyabb létszám. Csak az 1982-es és 1984-es versenyen volt ennél kevesebb induló – kilenc illetve tíz ország.
Érdekesség, hogy a tizenegy részt vevő ország közül egyedül Szlovénia küldött lány versenyzőt Németországba. Hasonló eset a 2014-es Junior Eurovíziós Dalfesztiválon is előfordult, ahol az olasz Vincenzo Cantiello egyedüli fiúként szerepelt, és nyerte is meg a versenyt.

## Zsűri

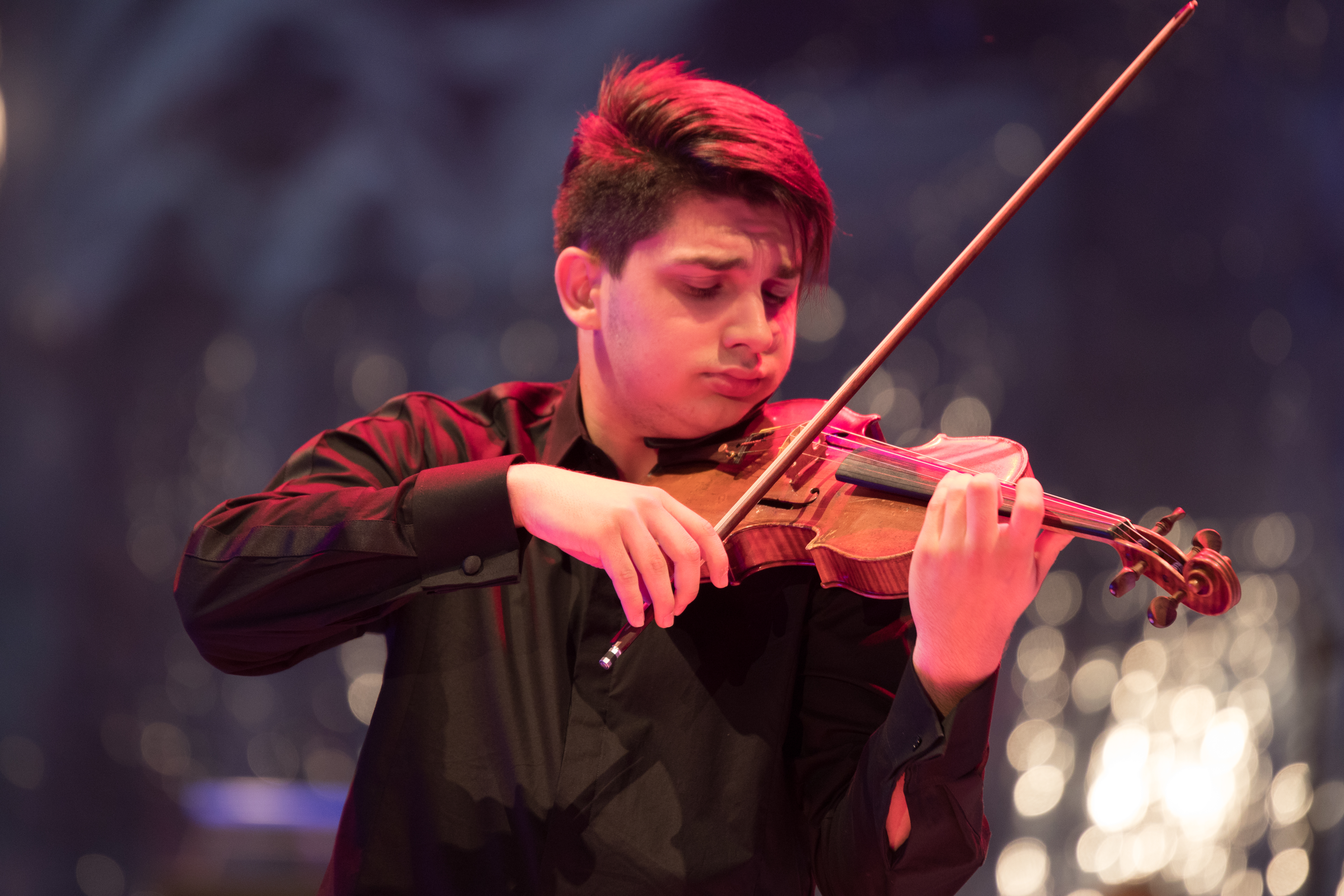
A magyar versenyző, Jakab Roland Attila

2016. július 21-én jelentették be a verseny szakmai zsűrijét:
- Alice Sara Ott – japán származású német zongorista. Többek között fellépett már a Londoni Szimfonikus Zenekarral is, emellett sok zenei díj tulajdonosa, megkapta 2010-ben a német ECHO Klassik díjat Az Év Feltörekvő Művésze kategóriában.
- Andreas Martin Hofmeir – német tubás, kabarészerző, a salzburgi Mozarteum professzora, a bajorországi LaBrassBanda alapító tagja. 2013-ban – első tubásként – megkapta az ECHO Klassik díjat Az Év Hangszeres Zenésze kategóriában, valamint ugyanebben az évben együttesével részt vett Németország eurovíziós válogatóműsorában is, ahol a második helyet érte el. Andreas Mildnerrel megalapította a világ első tuba–hárfa-duóját.
- Julian Rachlin (Zsűrielnök) – litván származású osztrák hegedűs, UNICEF-nagykövet. 1988-ban, tizennégy évesen részt vett az amszterdami rendezésű Fiatal Zenészek Eurovízióján, ahol megszerezte Ausztria első győzelmét. Több zenekarral is koncertezett már, többek között a Francia Nemzeti Zenekarral is. Vendégkarmesterként a brit Royal Northern Sinfoniát is vezényelte.
- Jonathan Cohen – brit csellista, karmester. Már egészen fiatalon együtt zenélt neves zenekarokkal, együttesekkel. 2010-ben megalapította az Arcangelo nevű kamarazenekart, melyben régi és új hangszerek egyaránt feltűnnek.
- Tine Thing Helseth – norvég trombitás. 2006-ban, Bécsben hazáját képviselte a Fiatal Zenészek Eurovízióján, ahol második helyezést ért el. Többek között fellépett a Bécsi Filharmonikusokkal és a Norvég Kamarazenekarral is. 2013-ban Az Év Fiatal Művésze kategóriában elnyerte a német ECHO Klassik díjat. A tenThing nevű hangszeres zenekar alapító tagja.

## Döntő
A döntőt 2016. szeptember 3-án rendezték meg tizenegy ország részvételével.
| #  | Ország        | Zenész               | Hangszer | Darab (Szerző)                                                                            | Helyezés |
| -- | ------------- | -------------------- | -------- | ----------------------------------------------------------------------------------------- | -------- |
| 01 | Magyarország  | Jakab Roland Attila  | hegedű   | Zigeunerwisen op. 20, No. 1 (Pablo de Sarasate)                                           | —        |
| 02 | Málta         | Dmitrij Ishanov      | zongora  | Piano Concerto, No. 3, op. 50, 1st movement (Dmitrij Kabalevszkij)                        | —        |
| 03 | Ausztria      | Dominik Wagner       | nagybőgő | Concerto for Double Bass and Orchestra, 3rd movement, incl. Cadenza (Szergej Kuszevickij) | 3.       |
| 04 | Lengyelország | Łukasz Dyczko        | szaxofon | Rhapsody pour Saxophone alto (André Waignein)                                             | 1.       |
| 05 | Svédország    | Eliot Nordqvist      | zongora  | Concerto No. 2 in G minor, op. 22, Andante Sostenuto (Camille Saint-Saëns)                | —        |
| 06 | Szlovénia     | Zala Vidic           | cselló   | Variations on a Rococo Theme, VI: Andante, VII e Coda: Allegro vivo (Pjotr Csajkovszkij)  | —        |
| 07 | Horvátország  | Marko Martinović     | tambura  | Meditations from the Opera Thaïs (Jules Massenet)                                         | —        |
| 08 | San Marino    | Francesco Stefanelli | cselló   | Cello Concerto No. 1, 1st movement: Allegretto (Dmitrij Sosztakovics)                     | —        |
| 09 | Németország   | Raul Maria Dignola   | kürt     | Concerto for Horn and Orchestra No. 2, Allegro maestoso (Wolfgang Amadeus Mozart)         | —        |
| 10 | Csehország    | Robert Bílý          | zongora  | Piano Concerto, op. 38, 3rd movement: Allegro Molto (Samuel Barber)                       | 2.       |
| 11 | Norvégia      | Ludvig Gudim         | hegedű   | Carmen Fantasie (Franz Waxman)                                                            | —        |

## Közvetítő csatornák
| - Ausztria – ORF 2 (felvételről, szeptember 11-én) - Csehország – ČT art (élőben) - Horvátország – HRT 3 (élőben) - Lengyelország – TVP Kultura (élőben) - Magyarország – Duna (élőben, Bősze Ádám és Lugosi Dániel Ali budapesti kommentárjával) - Málta – TVM2 (élőben) | - Németország – WDR 3 (élőben), WDR Fernsehen, One (felvételről, szeptember 3-án, 15 perc késéssel) - Norvégia – NRK2 (élőben) - San Marino – SMtv San Marino (felvételről, szeptember 4-én) - Svédország – SVT2 (élőben) - Szlovénia – TV Slovenija 2 (élőben) |

Érdekesség, hogy egyedül a magyarországi Duna az egyetlen olyan televízióadó, amely az ország legnagyobb közszolgálati csatornájaként élőben közvetítette a versenyt. A többi országban vagy felvételről, vagy egy kisebb, tematikus csatornán tűzték műsorra az eseményt. A versenyt a Dunán 107 306-an követték figyelemmel, mely az akkor éppen tévénéző lakosság 2,8%-át jelentette.

## Térkép

Részt vevő országok
Országok, melyek korábban részt vettek, de ebben az évben nem

## Lásd még
- 2016-os Eurovíziós Dalfesztivál
- 2016-os Junior Eurovíziós Dalfesztivál